# Miroslav Škoro
Miroslav Škoro, hrvaški pevec, podjetnik in politik, * 29. julij 1962, Osijek.

## Življenje
Škoro je rojen v Osijeku, kjer je dokončal osnovno šolo in gimnazijo. Na Univerzi Josipa Jurja Strossmayerja v Osijeku je diplomiral na Višji gradbeni šoli kot inženir gradbeništva, zatem se je preselil v ZDA in v Pittsburghu vpisal študij ekonomije, ki ga je dokončal v Osijeku in leta 2017 doktoriral.
Poročen je z ameriško pravnico Kim Ann Luzaich, s katero ima dva otroka.

### Glasbena kariera
Škoro je od leta 1985 nastopal s tamburaško skupino Slavonski bećari. Med bivanjem v ZDA je spoznal ameriškega glasbenika hrvaškega porekla Jerryja Grcevicha ter se usmeril v pisanje glasbe v tradicionalnem slogu Slavonije in Vojvodine.
Preboj na hrvaški glasbeni sceni je doživel s pesmijo Ne dirajte mi ravnicu, ki jo je izdal na istoimenskem albumu leta 1992. Po vrnitvi na Hrvaško je ustanovil tamburaško skupino Ravnica. Leta 2002 je z Markom Perkovićem - Thompsonom izdal pesem Reci, brate moj. Leto zatem je z njim izdal pesem Sude mi, ki opeva nekdanjega hrvaškega generala Anteja Gotovino. Bil je avtor in voditelj zabavno-glasbenih oddaj Država, selo, grad in Pjevaj moju pjesmu na hrvaški nacionalni televiziji.

### Poslovna in politična kariera
Od leta 1995 do 1997 je deloval kot konzul Republike Hrvaške na Madžarskem. Med letoma 1997 in 2000 je vodil HRT-jevo glasbeno založbo Orfej, med 2001 in 2006 pa je bil predsednik uprave Croatia Records, največje glasbene založbe na Hrvaškem. Je solastnik več podjetij.
Na državnozborskih volitvah leta 2007 je kandidiral na listi Hrvaške demokratske skupnosti (HDZ) in bil izvoljen v sabor. Funkcijo poslanca je opravljal od januarja do novembra 2008, ko je odstopil, ker naj bi bil nezadovoljen nad sliko, ki jo o politikih ustvarjajo mediji. Iz HDZ je izstopil leta 2012.
Leta 2019 je kandidiral na volitvah za predsednika Hrvaške. Nastopil je kot neodvisen kandidat, ki sta ga med drugim podprli platforma desno usmerjenih hrvaških suverenistov ter Most neodvisnih list. V svoji kampanji je kritiziral »politične elite, odtujene od naroda«, se zavzemal za spremembe ustave in povečanje pooblastil predsedniku države. V prvem krogu volitev 22. decembra 2019 je s 24,44 % prejetih glasov zasedel tretje mesto za Zoranom Milanovićem in Kolindo Grabar-Kitarović.
29. februarja 2020 je ustanovil novo nacionalistično politično stranko Domovinsko gibanje Miroslava Škora. Stranka je nastopila na državnozborskih volitvah 2020 v koaliciji z več manjšimi desničarskimi in demokrščanskimi strankami. Na volitvah 5. julija 2020 je Domovinsko gibanje osvojilo 11 sedežev v saboru.
Na lokalnih volitvah leta 2021 je Škoro kandidiral za župana Zagreba. Uvrstil se je v drugi krog skupaj s protikandidatom Tomislavom Tomaševićem, proti kateremu je izgubil z okoli tretjino osvojenih glasov.
Julija 2021 je Škoro odstopil z mesta predsednika Domovinskega gibanja, mesec zatem pa je po sporih znotraj stranke iz nje tudi izstopil.

## Diskografija
- Ne dirajte mi ravnicu (1992)
- Miroslav Škoro i Ravnica (1993)
- Sitan vez (1996)
- Ptica samica (1999)
- Slagalica (2001)
- Milo moje (2003)
- Miroslav Škoro uživo (2 plošči, 2003)
- Svetinja (2005)
- Moje boje (2008)
- Čudnovate pjesmice o moru i lavoru (2013)
- Putujem sam (2014)
- Hrvatski božić (2015)